# العلاقات الإيرانية الزيمبابوية
العلاقات الإيرانية الزيمبابوية هي العلاقات الثنائية التي تجمع بين إيران وزيمبابوي.

## مقارنة بين البلدين
هذه مقارنة عامة ومرجعية للدولتين:
| وجه المقارنة                                              | إيران                    | زيمبابوي |
| --------------------------------------------------------- | ------------------------ | --- |
| المساحة (كم2)                                             | 1.65 مليون               | 390.76 ألف |
| عدد السكان (نسمة)                                         | 79.97 مليون              | 16.53 مليون |
| الكثافة السكانية (ن./كم²)                                 | 48.47                    | 42.3 |
| العاصمة                                                   | طهران                    | هراري |
| اللغة الرسمية                                             | لغة فارسية               | لغة إنجليزية، اللغة الشونا، النديبيلية الشمالية ‏، لغة الشيشيوا، Barwe ‏، Kalanga language ‏، Tshwa language ‏، النداو ‏، اللغة التسونجا، لغة الإشارة الزيمبابوية ‏، اللغة السوتية، تونغا ‏، اللغة التسوانية، اللغة الفيندية، اللغة الكوسية |
| العملة                                                    | ريال إيراني              | دولار أمريكي |
| الناتج المحلي الإجمالي (بليون دولار)                      | 439.51 مليار             | 17.85 مليار |
| الناتج المحلي الإجمالي (تعادل القوة الشرائية) بليون دولار | 1.36 تريليون             | 27.88 مليار |
| الناتج المحلي الإجمالي الاسمي للفرد دولار أمريكي          |                          | 924 |
| الناتج المحلي الإجمالي للفرد دولار أمريكي                 |                          | 1.79 ألف |
| مؤشر التنمية البشرية                                      | 0.766                    | 0.509 |
| رمز المكالمات الدولي                                      | +98                      | +263 |
| رمز الإنترنت                                              | .ir،                     | .zw |
| المنطقة الزمنية                                           | ت ع م+03:30، توقيت إيران | ت ع م+02:00 |

## منظمات دولية مشتركة
يشترك البلدان في عضوية مجموعة من المنظمات الدولية، منها:
| علم المنظمة | اسم المنظمة                                                | تاريخ انضمام إيران | تاريخ انضمام زيمبابوي |
| ----------- | ---------------------------------------------------------- | ------------------ | --------------------- |
|             | مؤسسة التنمية الدولية                                      | 10 أكتوبر 1960     | 29 سبتمبر 1980        |
|             | الأمم المتحدة                                              | 24 أكتوبر 1945     | 25 أغسطس 1980         |
|             | العملية المشتركة للاتحاد الأفريقي والأمم المتحدة في دارفور | ?                  | ?                     |
|             | منظمة الشرطة الجنائية الدولية                              | ?                  | ?                     |
|             | الفريق المعني برصد الأرض                                   | ?                  | ?                     |
|             | البنك الدولي للإنشاء والتعمير                              | 29 ديسمبر 1945     | 29 سبتمبر 1980        |
|             | الاتحاد البريدي العالمي                                    | ?                  | ?                     |
|             | منظمة حظر الأسلحة الكيميائية                               | ?                  | ?                     |
|             | مؤسسة التمويل الدولية                                      | 28 ديسمبر 1956     | 29 سبتمبر 1980        |
|             | وكالة ضمان الاستثمار متعدد الأطراف                         | 15 ديسمبر 2003     | 10 أبريل 1992         |
|             | يونسكو                                                     | 6 سبتمبر 1948      | 22 سبتمبر 1980        |

## وصلات خارجية
- موقع وزارة الخارجية الإيرانية
- موقع وزارة الخارجية الزيمبابوية